# El Paraíso (Buenos Aires)
El Paraíso es una localidad en el Partido de Ramallo,  provincia de Buenos Aires,  Argentina. Nació bajo la influencia del ferrocarril, en este caso del "Ferrocarril Central Argentino", hoy concesión FCA General Mitre. Se comunica por la ruta provincial RP 1001 (de tierra), a 11 km de Ramallo.

## Historia
El 21 de octubre de 1881, la compañía Engels vendió todo el campo que el gobernador Bruno Mauricio de Zabala otorgara en merced al Capitán Francisco Gutiérrez. Las tierras fueron vendidas a Mariano Unzué y en 1889 fueron heredadas por María de los Remedios Unzué de Alvear, quien además adquiere al Estado un sobrante lindero a la estación de doscientas hectáreas.
El Paraíso, al igual que Villa Ramallo, también se comenzó a gestar en torno al ferrocarril, servicio que se hizo efectivo el 1° de febrero de 1886. Fue después de la instalación de la estación que comenzaron a radicarse muy lentamente los primeros comercios con el permiso de María de los Remedios Unzué de Alvear.
Sobresalen en el ámbito cultural las estancias "El Castillo" del poeta Rafael Obligado y "La Rivera" de la pintora María Obligado y de su esposo, el escritor Francisco Soto y Calvo. Por ellas pasaron personalidades de nuestra historia, como Bartolomé Mitre, Jorge Luis Borges, Fermín Estrella Gutiérrez, Lía Simaglia de Espinosa, Leopoldo Lugones, Pedro Miguel Obligado.
En la estancia "El Paraíso" (antes "del medio") comienza a funcionar la Escuela N.º 4 en 1883, en un predio cedido por Emilio Martínez de hoz, quien fuera el primer presidente del Consejo Escolar, junto a Rafael Obligado y Carlos Kenyon.
Entrado el siglo XX, los pobladores sintieron la necesidad de que sus hijos se eduquen y solicitan a la Dirección General de Escuelas la instalación de un colegio.
El 1° de julio de 1905 se creó la escuela N.º 12, ubicada a doscientos metros de la estación, y se nombró a Victorina Fuentes como la primera directora.

## Geografía
Es un pueblo pequeño, pero muy acogedor. Una rotonda central nos deriva a las calles principales. Posee en el centro la iglesia, frente a la cual se encuentra la parada de colectivo. Junto a la iglesia encontramos una plaza con juegos para niños y una cancha de fútbol. Sobre la ruta nacional 1001 encontramos el club social y deportivo "El Ombú" y la sala de primeros auxilios. A la vuelta Sobre la calle que entra a Paraíso encontramos la escuela primaria. 

## Población
Cuenta con 423 habitantes (Indec, 2010), lo que representa un incremento del 5% frente a los 401 habitantes (Indec, 2001) del censo anterior.
| Gráfica de evolución demográfica de El Paraíso entre 1991 y 2010 |
|                                                                  |
| Fuente: Censos nacionales del INDEC                              |

## Turismo
Además de la pintoresca capilla del Sagrado Corazón de Jesús, Paraíso cuenta actualmente con varias cabañas para el turismo rural, rubro de gran crecimiento en la zona durante los últimos años. 
A su vez, dentro de la localidad, se encuentra la antigua estancia el Ombú de la familia Quesada que hoy funciona como complejo privado de chacras, en un terreno de 400 has. pegado al río. 
Es posible también observar el castillo de Obligado, previa cita con los administradores, o bien en forma directa desde el río. 
Los caminos de tierra, bien afirmados, son propicios para el turismo en bicicleta.
Se destaca la cercanía del lugar donde se produjo la Batalla de Obligado, sitio histórico y actual atracción turística ubicado en el límite del partido de San Pedro.

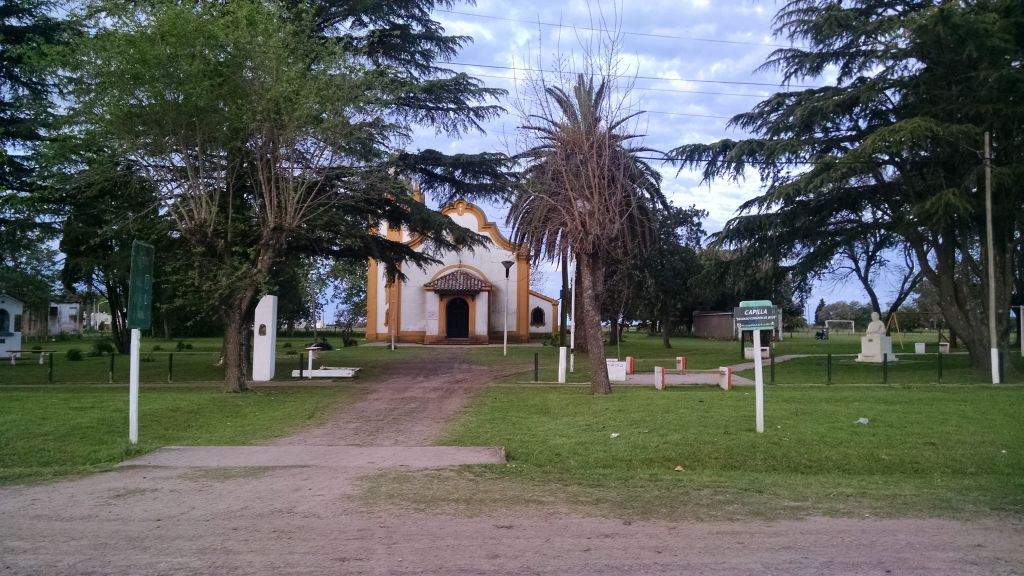
Capilla de Paraíso

## Castillo de Obligado
El Castillo sobresale por su tipo de construcción. Es el sueño convertido en realidad del poeta Rafael Obligado en honor a su esposa. El amor dilecto por su mujer, Isabel Gómez Langenheim, quien solía leer novelas del escritor escocés Walter Scott, de estilo romántico y ambientación gótica, lo impulsó a dar forma a la residencia. Obligado, autor entre otras obras del poema gauchesco Santos Vega, mandó a construir El Castillo en las barrancas del Paraná, en 1896. La construcción refiere al típico castillo europeo de tres pisos con ventanales ojivales. Consta de tres plantas, con 24 habitaciones y seis baños. Un gran hall preside la entrada, con tres juegos de escaleras hacia lo alto. 

## Fiesta Patria
Todos los 9 de julio se festeja en Paraíso el día de la Patria, con la presencia de diversas colectividades: se realizan almuerzos criollos, desfiles de gauchos a caballo y carreras de sortija, atrayendo a población de todo el partido y alrededores.

## Educación, salud, sociales, deportivas
- Escuela Primaria oficial
- Escuela Secundaria N.º 7
- Jardín de infantes oficial
- Sala Sanitaria Municipal
- Club Social – Deportivo El Ombú
- Biblioteca Popular "Rincón de Luz"

## Taller Municipal de Folclore
Se realiza en la Escuela N.º 25, los sábados de 9 a 11.

## Delegación municipal
- Delegado municipal Sr. Sebastián Martín Tioni